# Exempla
Exempla – gatunek piśmiennictwa hagiograficznego ilustrujący „budujące przykłady” z życia świętych.
Za inspirację dla tego elementu żywotopisarstwa uznawany jest „Żywot Antoniego Pustelnika” autorstwa Atanazego Wielkiego (295–373), wydany w 360 roku. Utwór zawierał wiele autentycznych świadectw życia chrześcijanina powiązanych z wydarzeniami historycznymi, ukazując różne od męczeństwa drogi do doskonałości. Fascynacja dziełem Atanazego, jego słownictwo i przedstawione ideały wpłynęły nie tylko na rozwój powołań do życia pustelniczego i cenobityzmu, ale także kulturę poprzez sztukę i literaturę. Za tym wzorem poszedł biskup Helenopolis w Bytynii Palladiusz z Galacji, autor Historia Lausiaca, zbioru anegdot o mnichach wśród których przebywał w Egipcie w latach 388-399. Na ukształtowanie gatunku, którego rozkwit nastąpił w późnym średniowieczu wpływ wywarły Apophtegmata patrum, Vitae patrum (Żywoty Ojców Pustyni) i Verba seniorum (Mądrości Starców). „Pożyteczne dla duszy”, powstające ku pokrzepieniu powieści, podporządkowane wymogom współczesnej homiletyki stały się wzorcowymi exempla, wykorzystywanymi w kaznodziejstwie.